# Другий Севернський міст
51°34′28″ пн. ш. 2°42′06″ зх. д. / 51.5745° пн. ш. 2.7016° зх. д.
Другий Севернський міст (англ. Second Severn Crossing) — міст через річку Северн між Англією та Уельсом, Велика Британія. Міст є частиною автомагістралі М4. Довжина мосту становить 5,128 метрів, довжина головного прольоту — 456 метрів. Міст було відкрито 5 червня 1996 року.
По цьому мосту рух безкоштовний з Уельсу до Англії, але на зворотному шляху потрібно заплатити.

## Перейменування
5 квітня 2018 року державний секретар у справах Уельсу Алан Кернс оголосив, що цей перехід буде перейменовано на міст Принца Уельського на церемонії, яка відбудеться пізніше цього року. Він сказав, що перейменування буде «відповідною даниною Його Королівській Високості в рік, коли він відзначатиме 60-річчя принца Уельського та десятиліття безперервного, відданого служіння нашій нації».
До 8 квітня онлайн-петиція проти перейменування, яку активно поширюють у соціальних мережах, набрала понад 30 000 підписів. Деякі політики критикували запропоноване перейменування та відсутність громадських консультацій щодо нього, але було підтверджено, що перший міністр Уельсу Карвін Джонс не заперечував проти цієї пропозиції. Міст було офіційно перейменовано 2 липня 2018 року, коли принц і герцогиня Корнуольські відкрили меморіальну дошку, після чого відбувся прийом для місцевих високопоставлених гостей і бізнес-лідерів на курорті Celtic Manor Resort неподалік. Не було жодного попереднього пресрелізу чи іншого офіційного повідомлення ні від уряду Великобританії, ні від уряду Уельсу. Загальна вартість перейменування мосту, включаючи встановлення двох вищевказаних дорожніх знаків (і відповідні витрати на персонал для закриття проїжджих частин і перенаправлення руху через M48) разом із церемонією становила 216 513,39 фунтів стерлінгів.